# إرنست إيفال
إرنست إيفال (بالألمانية: Ernst Ewald)‏ هو رسام ألماني، ولد في 17 مارس 1836 في برلين في ألمانيا، وتوفي بنفس المكان في 30 ديسمبر 1904.